# Composició de funcions (informàtica)
La composició de funcions (no confondre amb composició d'objectes) és un acte o un mecanisme per combinar funcions simples per construir altres més complicades. Igual que la composició habitual de funcions en matemàtiques, el resultat de cada funció es passa com l'argument de la següent, i el resultat de l'última és el resultat del conjunt. Els programadors sovint apliquen les funcions de resultats d'altres funcions, i gairebé tots els llenguatges de programació permeten realitzar aquestes funcions. En alguns casos, la composició de funcions és interessant com una funció en el seu propi dret, que s'utilitzarà més endavant, aquestes funcions sempre estan definides però els llenguatges d'alt nivell ja les tenen per a fer-ho més fàcil.